# Восточный сестринский корпус Десятинного монастыря
Восточный сестринский корпус — памятник архитектуры. Расположен в Великом Новгороде на территории Десятинного монастыря, современный адрес дома — Десятинная улица, 18 корпус 1.
Каменное здание служит монастырю восточной оградой, посередине него расположена надвратная колокольня. Здание было построено на месте деревянной ограды в 1814—1820 годах по проекту И. Дмитрова, заказу игуменьи Максимиллы и на средства прихожанки Евфимии Полторацкой и прочие пожертвования; в 1819 году средств не хватало, и в Синод отправили прошение.
Крыло с севера от колокольни занимает площадь 43,6 × 7,3 м и заканчивается двухъярусной оштукатуренной квадратной в плане башенкой со сферической кровлей, увенчанной круглой башенкой с конической кровлей и круглым шпилем с яблоком и прапором; изначально в завершении был двуглавый орёл. Южное крыло занимает площадь 33,4 × 7,3 м, аналогичная башенка на нём и часть крыла утрачены во время Великой Отечественной войны (башня на северной части тоже была утрачена, но восстановлена в 1977—1982 годах). Изначально здание освещалось через западные окна, с востока было лишь несколько узких проёмов, на 2008 год на восточном фасаде северного крыла сделано (предположительно при послевоенной реставрации, во время приспособления под жильё со сменой планировки) четыре прямоугольных окна. Фасад со стороны улицы оформлен в классицистическом стиле, с рустованными арками и плоскими лопатками, с многообломным карнизом. После войны на западном фасаде северной части в двух местах стены между поперечными стенами заменены на деревянные.
В 1976 году Л. А. Ашихмина разработала эскизный проект реставрации, работы с приспособлением под художественные мастерские прошли под руководством Н. Н. Кузьминой в 1977—1982 годах. Для создания дополнительных окон западная стена была надложена, вдоль неё сделали антресоли, поперечные стены были надложены до перекрытия-кровли, послевоенные деревянные участки стен были заменены на кирпичные.